# Eparquía de Mandya
La eparquía de Mandya (en latín: Eparchia Mandiensis y en inglés: Syro-Malabar Catholic Eparchy of Mandya) es una circunscripción eclesiástica de la Iglesia católica en India. Se trata de una eparquía siro-malabar, sufragánea de la archieparquía de Tellicherry. Desde el 30 de agosto de 2019 su eparca es Sebastian Adayanthrath.

## Territorio y organización
La eparquía extiende su jurisdicción sobre los fieles católicos de siro-malabares residentes en el estado de Karnataka en los distritos de: Mandya, Mysore, Chamrajnagar y Hassan en la división de Mysore; los distritos de Bangalore, Bangalore rural, Chikkaballapur, Kolar, Ramanagara y Tumkuren la división de Bangalore.
La sede de la eparquía se encuentra en la ciudad de Mandya, mientras que en Hinkal, cerca de Mysore, es donde se halla la Catedral del Niño Jesús.
En 2021 en la eparquía existían 34 parroquias agrupadas en 8 foranías:
- Dharmaram Forane (9 parroquias y estaciones misionales y 9 centros eucarísticos)
- Hassan Zone (5 centros eucarísticos)
- Hinkal Forane (3 parroquias y estaciones misionales y 4 centros eucarísticos)
- Hongasandra Forane (8 parroquias y estaciones misionales y 4 centros eucarísticos)
- Mandya Zone (12 centros eucarísticos)
- Mathikere Forane (4 parroquias y estaciones misionales)
- Sulthan Palaya Forane (11 parroquias y estaciones misionales y 3 centros eucarísticos)

## Historia
En el período posterior a la Segunda Guerra Mundial (1945-1960) la escasez de alimentos hizo que muchos habitantes del centro del estado de Kerala emigraran hacia el norte del estado y a sectores aledaños de los estados de Tamil Nadu y de Karnataka. Las necesidades pastorales de los fieles siro-malabares que emigraron fueron atendidas por las diócesis latinas de Mangalore, Mysore y Chickmagaluru. En esas regiones fue establecida la eparquía de Tellicherry (hoy archieparquía) el 31 de diciembre de 1953.
La eparquía de Mandya fue erigida el 18 de enero de 2010 separando territorio de la eparquía de Mananthavady, por decreto del cardenal y archieparca mayor Varkey Vithayathil.
El 26 de agosto de 2015 el territorio de la eparquía se expandió con la adición de otros distritos civiles en el estado de Karnataka.

## Estadísticas
Según el Anuario Pontificio 2022 la eparquía tenía a fines de 2021 un total de 90 160 fieles bautizados.
| Año                                                                             | Población            | Población | Población      | Sacerdotes | Sacerdotes    | Sacerdotes    | Bautizados por sacerdote | Diáconos permanentes | Religiosos | Religiosos | Parroquias |
| Año                                                                             | Bautizados católicos | Total     | % de católicos | Total      | Clero secular | Clero regular | Bautizados por sacerdote | Diáconos permanentes | Varones    | Mujeres    | Parroquias |
| ------------------------------------------------------------------------------- | -------------------- | --------- | -------------- | ---------- | ------------- | ------------- | ------------------------ | -------------------- | ---------- | ---------- | ---------- |
| 2010                                                                            | 5000                 | ?         | ?              | 101        | 4             | 97            | 49                       |                      | 98         | 177        | 3          |
| 2012                                                                            | 5000                 | ?         | ?              | 133        | 9             | 124           | 37                       |                      | 149        | 164        | 7          |
| 2013                                                                            | 5000                 | ?         | ?              | 133        | 9             | 124           | 37                       |                      | 149        | 164        | 7          |
| 2016                                                                            | 85 100               |           |                | 174        | 43            | 131           | 489                      |                      | 131        | 170        | 8          |
| 2019                                                                            | 88 300               |           |                | 302        | 54            | 248           | 292                      |                      | 463        | 400        | 34         |
| 2021                                                                            | 90 160               | ?         | ?              | 292        | 44            | 248           | 308                      |                      | 467        | 400        | 34         |
| Fuente: Catholic-Hierarchy, que a su vez toma los datos del Anuario Pontificio. |                      |           |                |            |               |               |                          |                      |            |            |            |

## Episcopologio
- George Njaralakatt (18 de enero de 2010-29 de agosto de 2014 nombrado archieparca de Tellicherry)
- Antony Kariyil, C.M.I. (26 de agosto de 2015-30 de agosto de 2019 nombrado vicario del archieparca mayor de la archieparquía de Ernakulam-Angamaly[nota 1])
- Sebastian Adayanthrath, desde el 30 de agosto de 2019